# Veslování na Letních olympijských hrách 2012 – ženská párová čtyřka
Soutěž ženské párové čtyřky na Letních olympijských hrách 2012 v Londýně se konala od 28. července do 1. srpna v lokalitě Dorney Lake (Eton Dorney).

## Kalendář
Pozn. Všechny časy jsou v britském letním čase (UTC+1).
| Datum                     | Čas   | Kolo      |
| ------------------------- | ----- | --------- |
| Sobota 28. července 2012  | 09:50 | Rozjížďky |
| Pondělí 30. července 2012 | 09:40 | Opravy    |
| Středa 1. srpna 2012      | 10:20 | Finále B  |
| Středa 1. srpna 2012      | 12:10 | Finále    |

## Výsledky
Q = postup do další fáze, R = účast v opravách

### Rozjížďky
První posádky z obou rozjížděk postoupily do finále A, ostatní se zúčastnily oprav.

#### Rozjížďka 1
| Poř. | Veslařky                                    | Země                   | Čas     | Pozn. |
| ---- | ------------------------------------------- | ---------------------- | ------- | ----- |
| 1    | Thieleová, Bärová, Richterová, Oppeltová    | Německo                | 6:13.62 | Q     |
| 2    | Dellová, Kohlerová, Kalmoeová, Martelliová  | Spojené státy americké | 6:15.76 | R     |
| 3    | Soćková, Leszczyńska, Lewandowská, Madajová | Polsko                 | 6:21.44 | R     |
| 4    | Tang, Tian, Ťin, Zhang                      | Čína                   | 6:24.32 | R     |

#### Rozjížďka 2
| Poř. | Veslařky                                          | Země           | Čas     | Pozn. |
| ---- | ------------------------------------------------- | -------------- | ------- | ----- |
| 1    | Tarasenková, Dovgodková, Koženkovová, Dementěvová | Ukrajina       | 6:14.82 | Q     |
| 2    | Faleticová, Horeová, Frascaová, Clayová           | Austrálie      | 6:17.52 | R     |
| 3    | Grayová, Trappittová, Bourkeová, MacFarlaneová    | Nový Zéland    | 6:20.22 | R     |
| 4    | Wilsonová, Floodová, Houghtonová, Rodfordová      | Velká Británie | 6:20.71 | R     |

### Opravy
První čtyři posádky postoupily do finále A.
| Poř. | Veslařky                                       | Země                   | Čas     | Pozn.          |
| ---- | ---------------------------------------------- | ---------------------- | ------- | -------------- |
| 1    | Faleticová, Horeová, Frascaová, Clayová        | Austrálie              | 6:18.80 | Q              |
| 2    | Dellová, Kohlerová, Kalmoeová, Martelliová     | Spojené státy americké | 6:19.49 | Q              |
| 3    | Wilsonová, Floodová, Houghtonová, Rodfordová   | Velká Británie         | 6:21.65 | Q              |
| 4    | Tang, Tian, Ťin, Zhang                         | Čína                   | 6:21.98 | Q              |
| 5    | Soćková, Leszczyńská, Lewandowská, Madajová    | Polsko                 | 6:23.19 |                |
| 6    | Grayová, Trappittová, Bourkeová, MacFarlaneová | Nový Zéland            | 6:48.71 | "chytly kraba" |

### Finále
Pozn. Silný protivítr.

#### Finále B (7. až 8. místo)
| Poř. | Veslařky                                       | Země        | Čas     | Pozn. |
| ---- | ---------------------------------------------- | ----------- | ------- | ----- |
| 1    | Grayová, Trappittová, Bourkeová, MacFarlaneová | Nový Zéland | 6:56.46 |       |
| 2    | Soćková, Leszczyńská, Lewandowská, Madajová    | Polsko      | 6:57.20 |       |

#### Finále A (1. až 6. místo)
| Poř.             | Veslařky                                          | Země                   | Čas     | Pozn. |
| ---------------- | ------------------------------------------------- | ---------------------- | ------- | ----- |
| Zlatá medaile    | Tarasenková, Dovgodková, Koženkovová, Dementěvová | Ukrajina               | 6:35.93 |       |
| Stříbrná medaile | Thieleová, Bärová, Richterová, Oppeltová          | Německo                | 6:38.09 |       |
| Bronzová medaile | Dellová, Kohlerová, Kalmoeová, Martelliová        | Spojené státy americké | 6:40.63 |       |
| 4                | Faleticová, Horeová, Frascaová, Clayová           | Austrálie              | 6:41.67 |       |
| 5                | Tang, Tian, Ťin, Zhang                            | Čína                   | 6:44.19 |       |
| 6                | Wilsonová, Floodová, Houghtonová, Rodfordová      | Velká Británie         | 6:51.54 |       |